# Katharina Henot
Katharina Henot lub Henoth (ur. 1570 r., zm. 19 maja 1627 r.) – rzekoma czarownica spalona na stosie za czary w Kolonii. Jest jedną z najbardziej znanych niemieckich ofiar polowania na czarownice i najbardziej znanym przypadkiem w Kolonii. Prawdopodobnie pierwsza poczmistrzyni w Niemczech.

## Życiorys
Była znaną i wpływową obywatelką Kolonii i żoną Heinricha Neudena. Wraz z bratem, Hargerem Henotem (1571–1637), odziedziczyła pocztę po ojcu Jacobie i pracowała jako prawdopodobnie pierwsza kobieta poczmistrzyni w Niemczech. Rywalizowali z dworem cesarskim – hrabia Leonhard II von Taxis chciał stworzyć pocztę centralną.  
W latach 1626–1631 w Kolonii odbył się wielki proces czarownic. W 1627 pewna zakonnica w klasztorze w Kolonii została opętana. Plotki wskazywały na Henot, a komisja arcybiskupa w styczniu 1627 aresztowała zarówno ją, jak i jej brata, i oskarżyła ich o spowodowanie kilku śmierci i chorób w klasztorze za pomocą magii. Została uwięziona i odmówiono jej kaucji i ochrony. Henot nie  chciała się do niczego przyznać, nawet po tym, jak została ciężko ranna i zachorowała z powodu tortur. Mimo to została uznana winną i skazana na spalenie żywcem na stosie za czary. Jej brat Harger Henot próbował ją uwolnić, interweniując na dworze cesarskim, ale nie udało się. Proces przeciwko niej jest uważany za bezprawny.  

## Upamiętnienie
W 1988 Stowarzyszenie Historii Kobiet w Kolonii złożyło wniosek o zmianę nazwy Henot-Straße na Katharina-Henot-Straße.  

## W popkulturze
Sprawa została opisana w wielu tekstach literackich, na przykład Die Hexe Wolfganga Lohmeyera (po raz pierwszy w Monachium w 1976 r., kilka wydań). Studenci z Kolonii wykorzystali tekst jako bazę do słuchowiska radiowego.  
Kolońska grupa Bläck Fööss napisała pieśń w dialekcie kolońskim zatytułowaną Katharina Henot.
Film Die Hexe von Köln (Czarownica z Kolonii) z 1989 (reż. Hagen Müller-Stahl) opowiada o życiu Kathariny Henot i jej brata Hargera. 

## Rehabilitacja ofiar procesów czarownic w Kolonii
W listopadzie 2011 potomkowie Kathariny Henot i innych osób złożyli wniosek do Rady Miasta Kolonii o społeczno-historyczną rehabilitację ofiar procesów czarownic w Kolonii. Wniosek ten został jednogłośnie zatwierdzony przez Komisję ds. Sugestii i Skarg w dniu 13 lutego 2012 i przekazany Radzie Miasta wraz z rekomendacją przy dużym zaangażowaniu mediów. Rada Miasta Kolonii podjęła decyzję o rehabilitacji Henot i 37 innych kobiet, które podobnie jak ona zostały skazane na śmierć.